# Хохлатый макак

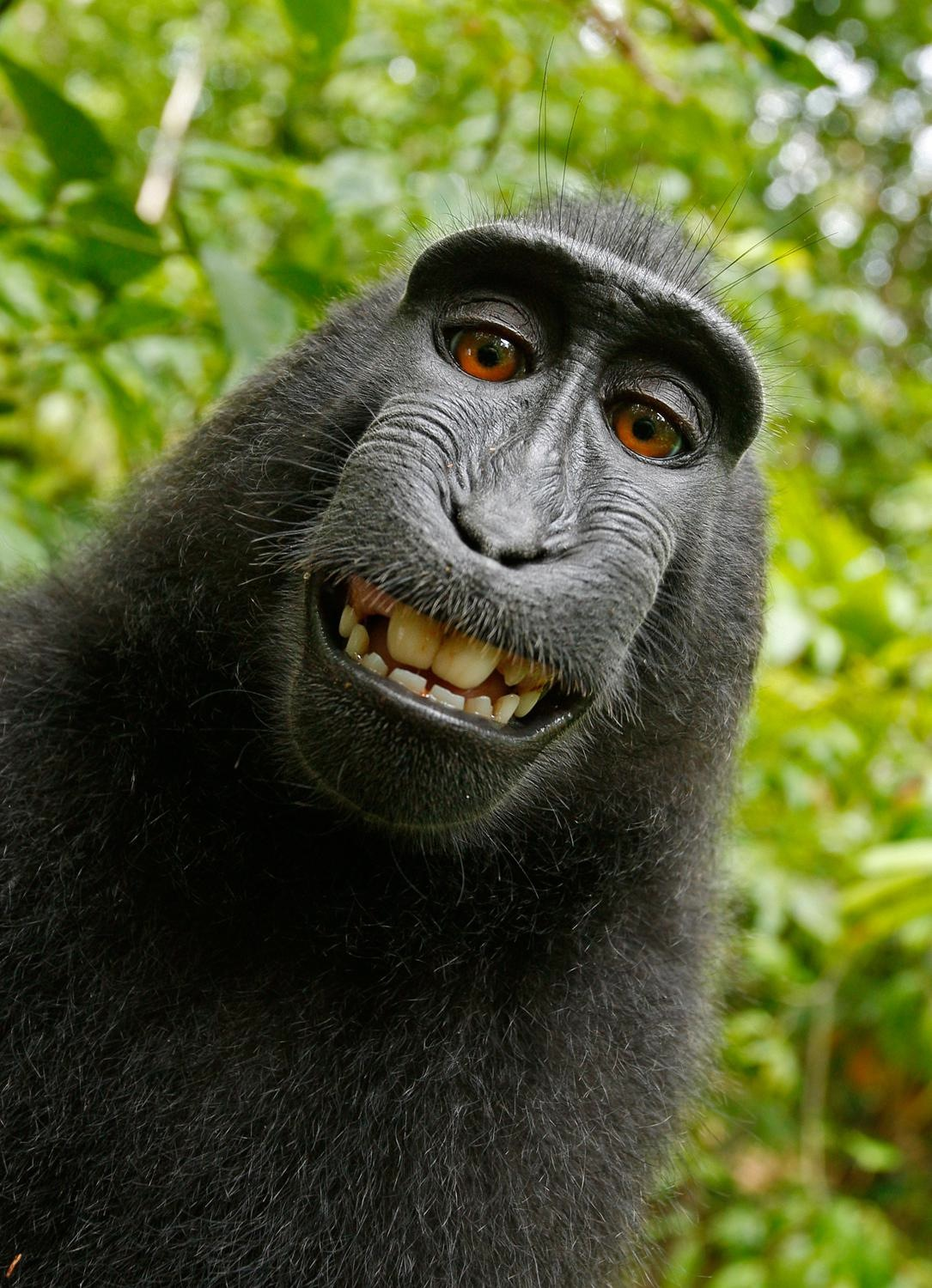
Автофотопортрет хохлатого павиана

Хохлатый макак, или чёрный макак, или хохлатый павиан, или чёрный павиан, или чёрный сулавесский павиан (лат. Macaca nigra) — вид приматов семейства мартышковых. Несмотря на название, принадлежит к роду макак (лат. Macaca), а не павианов (лат. Papio).

## Описание
Длина хохлатого павиана от 45 до 66 см, длина хвоста 2—6 см, масса от 5,5 до 10 кг. Окраска шерсти чёрная, за исключением нескольких белых волос на плечах, лицо безволосое. Морда вытянутая, на теменной части головы имеется длинный хохол. Хвост рудиментарный, длиной примерно 2 см.

## Распространение
Хохлатый павиан обитает на северо-востоке индонезийского острова Сулавеси, а также на небольших соседних островах.

## Образ жизни
Хохлатый павиан — дневной житель влажных джунглей. Он ищет корм и спит преимущественно на деревьях, однако иногда спускается на землю. Животные живут в группах от 5 до 25 особей. У небольших групп только один самец, у больших их количество доходит до 4-х, самок, тем не менее, всегда больше, их соотношение составляет 4:1. Так как молодые самцы вынуждены покинуть свою группу по достижении половой зрелости, они образуют иногда чисто самцовые группы, прежде чем присоединиться к смешанной группе. К средствам коммуникации принадлежат ряд звуков, а также мимика. Так демонстрация длинных клыков — это отчётливый знак угрозы.

## Питание
Питание хохлатого павиана состоит из плодов, листьев, почек, а также насекомых и их личинок, яиц птиц.

## Размножение
Готовность самки к зачатию проявляется в отчётливом набухании безволосого заднего прохода, который в этот момент окрашивается в красный цвет, особенно контрастирующего с чёрным окрасом шерсти. Период беременности составляет примерно 6 месяцев, рождение, как правило, единственного детёныша происходит в сезон дождей, так как в это время ассортимент питания больше. Детёныши кормятся грудью примерно один год и становятся половозрелыми в возрасте от 3 до 4 лет, при этом самки созревают немного раньше чем самцы. Продолжительность жизни оценивается примерно в 20 лет.

## Природоохранный статус
На обезьян ведётся охота, с одной стороны из-за их опустошительных набегов на плантации и поля, с другой стороны, из-за их мяса, которое считается деликатесом. Вырубка влажных джунглей представляет дополнительную проблему. Несколько лучше ситуация выглядит на маленьких соседних островах Сулавеси (например, Бакан), так как они мало заселены.

## История со снимкамиMacaca nigra
В 2011 году британский фотограф-натуралист Дэвид Слейтер во время путешествия в джунглях Сулавеси делал серию фотографий хохлатых павианов. Неожиданно для него обезьяны завладели камерой и смогли даже сделать ряд снимков. Некоторые из таких фотографий получились удачными и были выложены путешественником для обозрения в Интернете. Случай получил дополнительную огласку из-за того, что эти фотографии были использованы для иллюстрации статей в Википедии (в том числе и в данной статье), что породило дискуссию о том, кому принадлежат авторские права на снимки.